# Javier Urruticoechea
Javier Urruticoechea, zvaný jen Urruti (17. února 1952 San Sebastián – 24. května 2001 Esplugues de Llobregat) byl španělský fotbalový brankář. Zemřel na následky autonehody.

## Fotbalová kariéra
Ve španělské lize hrál za Real Sociedad, RCD Espanyol a FC Barcelona. Nastoupil ve 306 ligových utkáních. S FC Barcelona získal v roce 1985 mistrovský titul a v roce 1983 španělský pohár. V Poháru mistrů evropských zemí nastoupil v 9 utkáních, v Poháru vítězů pohárů nastoupil v 7 utkáních a v Poháru UEFA nastoupil ve 4 utkáních. V roce 1982 vyhrál s FC Barcelona Pohár vítězů pohárů. Za reprezentaci Španělska nastoupil v letech 1978–1980 v 5 utkáních. Byl členem reprezentace na Mistrovství světa ve fotbale 1978, na Mistrovství světa ve fotbale 1982, na Mistrovství světa ve fotbale 1986 a na Mistrovství Evropy ve fotbale 1980, ale vždy zůstal jen náhradníkem Luise Arconady a Andoni Zubizarrety, dalších Basků v brance Španělska a v utkání nenastoupil. V roce 1981 byl vyhlášen nejlepším španělským fotbalistou roku.

## Ligová bilance
| Ročník                   | Zápasy | Góly | Klub          |
| ------------------------ | ------ | ---- | ------------- |
| Primera División 1973/74 | 34     | 0    | Real Sociedad |
| Primera División 1974/75 | 7      | 0    | Real Sociedad |
| Primera División 1975/76 | 25     | 0    | Real Sociedad |
| Primera División 1976/77 | 0      | 0    | Real Sociedad |
| Primera División 1977/78 | 27     | 00   | RCD Espanyol  |
| Primera División 1978/79 | 28     | 0    | RCD Espanyol  |
| Primera División 1979/80 | 34     | 0    | RCD Espanyol  |
| Primera División 1980/81 | 31     | 0    | RCD Espanyol  |
| Primera División 1981/82 | 4      | 0    | FC Barcelona  |
| Primera División 1982/83 | 18     | 0    | FC Barcelona  |
| Primera División 1983/84 | 33     | 0    | FC Barcelona  |
| Primera División 1984/85 | 33     | 0    | FC Barcelona  |
| Primera División 1985/86 | 31     | 0    | FC Barcelona  |
| Primera División 1986/87 | 1      | 0    | FC Barcelona  |
| CELKEM 1. liga           | 306    | 0    |               |